# Reversement
El reversement es una maniobra aérea militar que consiste en un movimiento giratorio controlado. 

## Métodos
Se pueden ejecutar utilizando dos métodos:
- Medio tonel rápido desde media inclinación, cambiando la inclinación de un lado a otro.
- Pérdida mandada con el morro en posición de subida. Este método requiere más precisión.

## Pasos para ejecutar el reversement
1. Iniciar un viraje con 45° de inclinación a la derecha. Se necesita ascender ligeramente para perder velocidad y conseguir la adecuada para el tonel rápido.
2. Con el viraje establecido y a la velocidad adecuada, se presiona firmemente con el pie arriba (izquierdo) para accionar el timón de dirección. Simultáneamente se lleva la palanca rápidamente atrás. Se accionan los alerones a la izquierda según se acciona a tope el timón de dirección.
3. El morro se levanta bruscamente sobre el horizonte y el avión gira rápidamente a la izquierda.
4. Es necesario recuperar inmediatamente relajando la presión sobre todos los mandos.
5. El avión continúa entonces en la nueva dirección. Se pueden realizar pequeños ajustes de mandos. Se inicia un nuevo reversement.[1]